# Milion (album)
 Milion je deveti studijski album pjevačice Maye Berović. Izdao ga je XL Elite Invest 13. srpnja 2023. godine.

## Popis pjesama
| Br. | Skladba           | Trajanje |
| --- | ----------------- | -------- |
| 1.  | »Posle tebe«      | 2:46     |
| 2.  | »Do zore«         | 2:36     |
| 3.  | »Haram«           | 3:10     |
| 4.  | »Oženjen«         | 2:48     |
| 5.  | »Lav«             | 3:58     |
| 6.  | »Havarija«        | 2:22     |
| 7.  | »Podivljalo more« | 3:46     |
| 8.  | »Milion«          | 2:54     |
| 9.  | »Krajnost«        | 2:58     |
| 10. | »Nedostaješ«      | 4:31     |

## Izdanja
| Regija | Datum            | Format(i) | Izdavač         |
| ------ | ---------------- | --------- | --------------- |
| Svijet | 13. srpnja 2024. | streaming | XL Elite Invest |